# 京都市の土地区画整理事業一覧
京都市の土地区画整理事業一覧（きょうとしのとちくかくせいりじぎょういちらん）は、
京都市内で実施中、また実施されたの土地区画整理事業の一覧である。

## 土地区画整理法による施行
- 上鳥羽南部地区土地区画整理事業（昭和47年 - ）
- 竹田地区土地区画整理事業（昭和50年 - ）
- 洛北第一地区土地区画整理事業（昭和41年 - 昭和55年）
- 洛北第二地区土地区画整理事業（昭和53年 - ）
- 伏見西部第一地区土地区画整理事業（昭和38年 - 平成9年）
- 伏見西部第二地区土地区画整理事業（昭和45年 - 平成18年）
- 伏見西部第三地区土地区画整理事業（昭和61年 - ）
- 伏見西部第四地区土地区画整理事業（平成1年 - ）
- 伏見西部第五地区土地区画整理事業（平成14年 - ）
- 二条駅地区土地区画整理事業（平成3年 - 、BiVi二条）
- 太秦東部地区土地区画整理事業（平成14年 - ）
- 洛北第一地区土地区画整理事業（平成7年 - 、組合）
- 洛北第二地区土地区画整理事業（平成7年 - 、組合）
- 洛北第三地区土地区画整理事業（平成7年 - 、組合）
- 桃山東第一地区土地区画整理事業
- 桃山東第二地区土地区画整理事業（平成9年 - 、組合）
- 洛北大別当地区土地区画整理事業（平成19年 - 、組合）
- 久世高田地区土地区画整理事業（平成18年 - 、個人）
- 洛西第一地区土地区画整理事業（昭和47年 - 平成3年、組合）
- 洛西第二地区土地区画整理事業（昭和54年 - 平成17年、組合）
- 西賀茂地区土地区画整理事業（昭和44年 - 昭和53年、組合）
- 西賀茂第二地区土地区画整理事業（昭和61年 - 平成5年、組合）
- 西賀茂第三地区土地区画整理事業（平成6年 - 平成20年、組合）
- 西第一地区土地区画整理事業（昭和10年 - 昭和42年）
- 西第二地区土地区画整理事業（昭和10年 - 昭和42年）
- 西第三地区土地区画整理事業（昭和10年 - 昭和42年）
- 西第四地区土地区画整理事業（昭和10年 - 昭和42年）
- 吉祥院東地区土地区画整理事業（昭和16年 - 昭和40年）
- 吉祥院北地区土地区画整理事業（昭和16年 - 昭和41年）
- 一乗寺地区土地区画整理事業（昭和32年 - 昭和42年）
- 安寧地区土地区画整理事業（昭和32年 - 昭和41年）
- 葛野四条工区地区土地区画整理事業（昭和32年 - 昭和44年）
- 葛野五条工区地区土地区画整理事業（昭和32年 - 昭和46年）
- 上鳥羽地区土地区画整理事業（昭和35年 - 昭和47年）
- 西浦地区土地区画整理事業（昭和37年 - 昭和45年）
- 京都駅地区地区土地区画整理事業（平成6年 - 平成12年）
- 大宮地区土地区画整理事業（昭和35年 - 昭和43年、組合）
- 中久世地区土地区画整理事業（昭和36年 - 昭和43年、組合）
- 深草小久保地区土地区画整理事業（昭和39年 - 昭和59年、組合）
- 吉祥院石原地区土地区画整理事業（昭和41年 - 昭和44年、組合）
- 深草万帖敷地区土地区画整理事業（昭和44年 - 昭和51年、組合）
- 衣笠鏡石地区土地区画整理事業（昭和46年 - 昭和53年、組合）
- 山科南部地区土地区画整理事業（昭和47年 - 平成6年、組合）
- 吉祥院嶋地区土地区画整理事業（昭和47年 - 昭和57年、組合）
- 岩倉地区土地区画整理事業（昭和47年 - 昭和54年、組合）
- 吉祥院石原南地区土地区画整理事業（昭和47年 - 昭和52年、組合）
- 桃山東地区土地区画整理事業（昭和48年 - 昭和55年、組合）
- 醍醐和泉地区土地区画整理事業（昭和58年 - 昭和60年、組合）
- 深草南部地区土地区画整理事業（平成13年 - 平成15年、組合）
- 岩倉長谷地区土地区画整理事業（昭和63年 - 平成20年、組合）
- 島津一人地区土地区画整理事業（昭和14年 - 昭和45年、共同・個人）
- 島津一人北地区土地区画整理事業（昭和32年 - 昭和41年、共同・個人）
- 久世工業団地地区土地区画整理事業（昭和38年 - 昭和40年、共同・個人）
- 阪急桂川島地区土地区画整理事業（昭和39年 - 昭和40年、共同・個人）
- 清水焼団地地区土地区画整理事業（昭和39年 - 昭和44年、共同・個人）
- 醍醐団地地区土地区画整理事業（昭和40年 - 昭和41年、共同・個人）
- 阪急上里団地地区土地区画整理事業（昭和41年 - 昭和43年、共同・個人）
- 醍醐南団地地区土地区画整理事業（昭和45年 - 昭和47年、共同・個人）
- 岩倉団地地区土地区画整理事業（昭和46年 - 昭和50年、共同・個人）
- 柿原団地地区土地区画整理事業（昭和55年 - 昭和57年、共同・個人）
- 久我南団地地区土地区画整理事業（昭和62年 - 昭和63年、共同・個人）
- 丹波口駅地区土地区画整理事業（平成3年 - 平成14年、機構）

## 旧都計法による施行
- 上賀茂地区土地区画整理事業（昭和38年 - 昭和47年、組合）
- 西第一地区土地区画整理事業（昭和7年 - 昭和14年、）
- 南第一地区土地区画整理事業（昭和7年 - 昭和15年、）
- 西第二地区土地区画整理事業（昭和9年 - 昭和16年、）
- 北第一地区土地区画整理事業（昭和8年 - 昭和14年、）
- 東第一地区土地区画整理事業（昭和10年 - 昭和18年、）
- 南第二地区土地区画整理事業（昭和10年 - 昭和31年、）
- 西第三地区土地区画整理事業（昭和10年 - 昭和35年、）
- 南第三地区土地区画整理事業（昭和11年 - 昭和26年、）
- 東第二地区土地区画整理事業（昭和11年 - 昭和35年、）
- 南第四地区土地区画整理事業（昭和12年 - 昭和18年、）
- 東第四地区土地区画整理事業（昭和12年 - 昭和33年、）
- 東第三地区土地区画整理事業（昭和13年 - 昭和34年、）
- 北第二地区土地区画整理事業（昭和13年 - 昭和18年、）
- 西第五地区土地区画整理事業（昭和13年 - 昭和35年、）
- 吉祥院西地区土地区画整理事業（昭和14年 - 昭和35年、）
- 紫竹地区土地区画整理事業（大正14年 - 昭和2年、組合）
- 紫野門前地区土地区画整理事業（大正15年 - 昭和10年、組合）
- 賀茂第一区地区土地区画整理事業（大正15年 - 昭和10年、組合）
- 賀茂第二区地区土地区画整理事業（(昭和3年 - 昭和11年、組合）
- 高徳寺地区土地区画整理事業（昭和2年 - 昭和5年、組合）
- 洛北第一工区地区土地区画整理事業（昭和2年 - 昭和6年、組合）
- 洛北第二工区地区土地区画整理事業（(昭和6年 - 昭和7年、組合）
- 西ノ京北部地区土地区画整理事業（昭和3年 - 昭和25年、組合）
- 西院北部地区土地区画整理事業（昭和3年 - 昭和29年、組合）
- 西紫野地区土地区画整理事業（昭和4年 - 昭和11年、組合）
- 紫竹芝本地区土地区画整理事業（昭和4年 - 昭和11年、組合）
- 北白川地区土地区画整理事業（昭和4年 - 昭和23年、組合）
- 東紫野地区土地区画整理事業（昭和4年 - 昭和11年、組合）
- 下鴨地区土地区画整理事業（昭和5年 - 昭和13年、組合）
- 松平筑前地区土地区画整理事業（昭和6年 - 昭和31年、組合）
- 西七条地区土地区画整理事業（昭和6年 - 昭和35年、組合）
- 西寺地区土地区画整理事業（昭和6年 - 昭和19年、組合）
- 平井高原地区土地区画整理事業（昭和6年 - 昭和14年、組合）
- 金閣寺地区土地区画整理事業（昭和6年 - 昭和16年、組合）
- 上堀川地区土地区画整理事業（昭和7年 - 昭和12年、組合）
- 桃山地区土地区画整理事業（昭和7年 - 昭和18年、組合）
- 加茂之荘地区土地区画整理事業（昭和9年 - 昭和15年、組合）
- 上桂地区土地区画整理事業（昭和9年 - 昭和29年、組合）
- 桂駅西口地区土地区画整理事業（昭和9年 - 昭和23年、組合）
- 松賀茂地区土地区画整理事業（昭和11年 - 昭和16年、組合）
- 今宮地区土地区画整理事業（昭和14年 - 昭和35年、組合）
- 洛南地区土地区画整理事業（昭和15年 - 昭和31年、組合）
- 小山花ノ木地区土地区画整理事業（大正14年 - 大正14年、共同・個人）
- 吉田近衛地区土地区画整理事業（昭和5年 - 昭和6年、共同・個人）
- 東向地区土地区画整理事業（昭和15年 - 昭和18年、共同・個人）
- 修学院一人地区土地区画整理事業（昭和22年 - 昭和25年、共同・個人）
- 一乗寺一人地区土地区画整理事業（昭和22年 - 昭和25年、共同・個人）